# Haughton Ackroyd
Haughton Ackroyd (* 24. Juni 1894 in Todmorden; † 12. Februar 1979 in Southport) war ein englischer Fußballspieler.

## Karriere
Ackroyd kam bereits in der Saison 1920/21 für Wigan Borough in der Lancashire Combination zum Einsatz. Zur folgenden Spielzeit gehörte der Klub zu den Gründungsmitgliedern der Football League Third Division North und Ackroyd war in der Premierensaison neben William Bromilow einer von zwei Torhütern im Kader. In der Presse wurde Ackroyd als „Blackpool-Spieler“ beschrieben und gab im September 1921 im Rahmen des Lancashire Senior Cups vor über 10.000 Zuschauern gegen Stockport County sein Saisondebüt; presseseitig wurde er bei dem 2:2-Unentschieden als „hervorragender Vertreter“ für Bromilow gelobt.
Im Frühjahr 1922 kam er zu einer Serie von fünf Ligaeinsätzen. Bei seinem Debüt in der Football League gegen den FC Darlington gelang dem Team trotz eines zwischenzeitlichen 0:3-Rückstandes noch ein Unentschieden. Bei einer 1:3-Niederlage beim AFC Ashington wurde er für „etliche gute Abwehraktionen“ gelobt. In seinem letzten Auftritt ließ er bei einer 1:2-Niederlage gegen den AFC Barrow den 1:0-Führungstreffer des Doppeltorschützen Cyril Matthews passieren, den er nach Pressemeinung hätte halten müssen. In den letzten Wochen der Saison kam dann wieder Bromilow zum Einsatz.
Obwohl die Athletic News im Mai 1922 berichtete, dass sowohl Bromilow als auch Ackroyd für die kommende Saison weiterverpflichtet wurden, traten beide nicht mehr für Wigan Borough in Erscheinung. Ackroyd soll sich in der Saisonpause dem nahe Blackpool gelegenen FC Lytham angeschlossen haben.
Im Januar 1924 trat er im Rahmen der Qualifikation zur landesweiten Billard-Meisterschaft nochmals in Erscheinung.